# Цинизм
Цини́зм (лат. Cynismus от др.-греч. Kυνισμός) или цини́чность — открытое, вызывающе-пренебрежительное и презрительное отношение к нормам морали, культурным ценностям и представлениям о благопристойности, отрицательное, нигилистическое отношение к общепринятым нормам нравственности, к официальным догмам господствующей идеологии.
Поведение, выражающее осознанное и демонстративное игнорирование определённых или всех моральных ценностей.
Мировоззрение, воспринимающее этические ритуалы как мешающие или избыточные для решения практических задач, отрицающее такие мотивы поведения, как сострадание, жалость, стыд, сочувствие и другие, как несоответствующие личному интересу.
Цинизм в убеждениях и поведении характерен для людей (циников), готовых прибегать к любым средствам для достижения своих личных целей. Характерен он также и для людей, решивших найти средство против несправедливости и лицемерия общества, найти выход из своего бесправного положения.
Поведение, воспринимаемое окружающими как циничное, вызывает, порой, осуждение общества и является провоцирующим конфликт фактором.
Цинизм, в отличие от морального релятивизма (дающего установку на относительность моральных принципов, их зависимость от субъекта и обстоятельств), задаёт установку на намеренное принижение, заведомое упрощение в интерпретации как собственных мотивов и норм поведения, так и мотивов других людей, установку на девальвацию принципов как таковых, всей сферы того, что воспринимается, как «высокое», «надличное».
Вульгарный цинизм — глумливо-ироническое отношение к тому, что выступает в качестве «высокого», «принципиального», наиболее свойственен аутсайдерам социальных и культурных процессов, социально и культурно слабым группам.

## Кинизм
Цинизм берёт своё название от древнегреческой философии кинизма (киников называли циниками латиняне), некоторые элементы которой, в упрощённой и огрубленной форме, он воспроизводит.
Однако в сравнении с кинизмом, цинизм — это вырожденная форма философствования.
Кинизм, как философская школа, был основан Антисфеном в IV веке до н. э.
Киники стремились к естественности, к избавлению от условностей, и, сверх того, видели добродетель в презрении к условностям, в предельном упрощении жизни, быта, вместе с крайним ограничением своих потребностей, в приверженности к следованию собственной натуре.
Избавление от условностей у киников включало в себя отстраненность от общества (государства, семьи), освобождение от догм религии и культуры, вплоть до представления необразованности, невоспитанности и неграмотности как блага. Одновременно с этим, как благо почитались верность и благодарность.
Этика киников требовала «отучения от зла», то есть разрыва с устоявшимися нравственными нормами.
Идеи кинизма оказали большое влияние на многие течения европейской мысли, от стоицизма до экзистенциализма.
Яркий пример киника — Диоген Синопский, известный аскетизмом и презиравший условности.

## Современное понимание цинизма
К XIX веку выраженные негативные аспекты философии цинизма легли в основу нового, сильно отличающегося понимания цинизма. В новом понимании цинизм — это личностная позиция или поведение, ставящие под сомнение этические и социальные ценности, мотивы поведения других людей.
По словам Бертрана Рассела, «циники не только не способны верить в то, что им говорят, но и не способны вообще верить во что-либо».
Современный цинизм, как продукт массового общества — разочарование в социальных механизмах и авторитетах, утопических, идеализированных ожиданиях народа. Цинизм может выражать себя через неудовлетворённость, разочарование и недоверие к организациям, авторитетам и другим аспектам социализации, и быть результатом накопленного отрицательного опыта, выражением негативных чувств.
При этом цинизм не является формой проявления критики, он не может выступать как оружие против власти, поскольку в современных обществах, демократических или тоталитарных, главенствующая идеология не предполагает действительно буквального отношения к себе; циническая дистанция, ирония входят в принятые правила игры.
Распространение массового цинизма появляется как реакция на резкие изменения в обществе, на их отрицательные стороны и на разочарование в новых идеалах, на разрыв между идеалами, заявленными как новая ценность, и реальностью. Цинизм выступает как механизм адаптации к общественной жизни, предъявляющей несогласуемые требования. Негативизм при этом направляется не на текущее положение дел и его недостатки, а на саму возможность каких-то более совершенных общественных отношений, на отрицание ценности прежних целей. При этом наполнение, конкретная направленность общественного цинизма зависит от того, какая именно сфера общества была затронута резкими изменениями и была нагружена новыми ценностями.
В идеологизированном обществе цинизм может стать реакцией на явную ложь, несоответствие официальной доктрины реальности, и в этом случае негативизм также распространяется на моральные принципы, идеалы, ценности в целом.
В России общественный цинизм может рассматриваться как реакция на идеологические утопии и иллюзии, связанные с изменениям властных отношений, с идеей правовой, поддерживающейся без насилия и злоупотребления организацией коллективного существования. Для российского цинизма, как реакции на расхождение между надеждами на государство и неудовлетворённостью результатами его деятельности характерны: нигилистические оценки действий властей и государственных институтов, влиятельных в обществе групп; упреждающая враждебность к любым авторитетным фигурам; неверие в благие мотивы людей в целом, негативное отношение к массовому энтузиазму в общественной и политической сфере. При этом цинизм свойственен самым разным группам общества, включая сюда и властные группы.

## Цинизм в законодательстве
Цинизм может рассматриваться как квалифицирующий признак преступления.
Так, в УК РСФСР 1960 года хулиганство (статья 206) могло быть признано как злостное и повлечь более тяжёлое наказание, если действия отличались по своему содержанию «исключительным цинизмом».
Неоднозначное понятие «исключительного цинизма» не уточнялось в УК или других законодательных актах. Оно не вошло в статью «хулиганство» УК РФ 1996 года, но выступает как признак хулиганства в УК Украины и УК Беларуси.
«Исключительным цинизмом» может быть признано, например, издевательство над больными, стариками, проявление бесстыдства и грубой непристойности, надругательство над обычаями и традициями, и другое демонстративное пренебрежение к общепринятым нормам морали и основным нравственным ценностям общества.